# Chester (Carolina do Sul)
Chester é uma cidade localizada no estado norte-americano de Carolina do Sul, no Condado de Chester.

## Demografia
Segundo o censo norte-americano de 2000, a sua população era de 6476 habitantes.
Em 2006, foi estimada uma população de 6123, um decréscimo de 353 (-5.5%).

## Geografia
De acordo com o United States Census Bureau tem uma área de
8,2 km², dos quais 8,2 km² cobertos por terra e 0,0 km² cobertos por água. Chester localiza-se a aproximadamente 161 m acima do nível do mar.

## Localidades na vizinhança
O diagrama seguinte representa as localidades num raio de 20 km ao redor de Chester.